# Franz Caspar Benedikt Egloff
Franz Caspar Benedikt Egloff (* 8. Januar 1715 in Innsbruck; † 1797 in Innsbruck-Wilten) war ein österreichischer Arzt und Professor an der Universität Innsbruck.

## Leben
Franz Caspar Benedikt Egloff (von Statthof) war ein Sohn des Franz Carl Anton Egloff (von Statthof), der ebenfalls Professor an der Universität Innsbruck war. (Der Namenszusatz von Statthof bezieht sich auf den international bekannten Kurgasthof in Baden (Schweiz), der von seinem Urgrossvater erworben wurde und für Generationen im Familienbesitz war.)
Sein Taufpate war Anton Ernest Fugger, Kreisgraf von Kirchberg. Im Jahr 1736 heiratete er Maria Anna Clara Susanna von Bohemstein und Fabiani de Bechetti, mit der er sieben Kinder hatte, darunter den späteren Ratsherrn Franz Josef Alois Egloff (1737–1794), dessen Tochter Beatrix Dominica den Thurgauer Regierungsrat Joseph Dominik Rogg heiratete. Die blinde Dichterin Luise Egloff war Enkelin des Franz Josef Alois.
Ein weiterer Sohn (von Franz Caspar Benedikt) war Vinzenz Conrad Josef Egloff (1743–1805), späterer Hofrat und Oberregierungsrat, dessen Taufpate der Hofrat Joseph Nikolaus von Lodron war, dessen Familie Wolfgang Amadeus Mozart förderte. Mozart widmete ihnen im Jahr 1776 sein 7. Klavierkonzert ("Lodron-Konzert").
Er besass von 1755 bis 1781 das Palais Troyer-Spaur an der Maria-Theresiastrasse 39 in der Altstadt von Innsbruck.

## Leistungen
Egloff war Hof-Medicus sowie Stadt-Physico (Stadtarzt) und übernahm 1750 den Lehrstuhl für Anatomie und Chirurgie an der Universität Innsbruck von seinem Vorgänger Hieronimus Leopoldus Bacchettoni. 1754 erhält er darüber hinaus einen Lehrauftrag für Geburtshilfe (für Studenten und Hebammen) und gilt als erster Lehrer der Hebammenkunst in Innsbruck. Seine Lehrtätigkeit übte er bis 1780 aus.

## Schriften (Auswahl)
- Genuina febris epidemicae, hic locorum grassantis adumbratio (in lateinischer Sprache), Verlag Wagner, Innsbruck; 1735